# 到仲挙
到仲挙（到仲舉、とう ちゅうきょ、517年 - 567年）は、南朝梁から陳にかけての政治家。字は徳言。本貫は彭城郡武原県。

## 経歴
梁の侍中の到洽の子として生まれた。著作佐郎・太子舎人・王府主簿を初任とした。長城県令として出向して、公平な統治で知られた。陳蒨が郷里の長城県にあって、仲挙のもとを訪れると、仲挙は陳蒨を気に入って親しくつきあうようになった。侯景の乱が平定されると、陳蒨は呉興郡太守となり、仲挙はその下で郡丞となり、庾持とともに陳蒨の賓客となった。
陳蒨が宣毅将軍となると、仲挙はその下で長史となり、まもなく山陰県令を兼ねた。陳蒨（陳の文帝）が即位すると、仲挙は侍中の位を受け、人事を職掌とした。天嘉元年（560年）、都官尚書を代行し、宝安県侯に封じられた。天嘉3年（562年）、正式に都官尚書に任じられた。9月、尚書右僕射・丹陽尹に転じた。まもなく建昌県侯に改封された。仲挙には学問がなく、朝廷の典章制度には詳しくなかったため、選挙や任用は袁枢が実際の決定をおこなった。粗忽な性格で、朝廷の実務にはかかわらず、朝士と慣れ親しむこともなく、財産を蓄えて飲酒を楽しむばかりだったとされる。天嘉6年（565年）、任期を終えて丹陽尹を解任された。
このころ文帝は病の床について、親政できなくなったため、尚書のことは仲挙が決裁するようになった。天康元年（566年）、侍中・尚書僕射に転じた。文帝が崩御すると、遺詔により安成王陳頊が尚書令として廃帝を輔弼した。仲挙は尚書左丞の王暹や中書舎人の劉師知・殷不佞らとともに名望の高い陳頊を政権から排除しようと図った。宣旨と偽って殷不佞を陳頊のもとに派遣し、陳頊を東府に帰そうとした。計画が発覚して、劉師知は北獄に下されて死を賜り、王暹・殷不佞は免官され、仲挙は貞毅将軍・金紫光禄大夫として私邸に蟄居させられた。
光大元年（567年）、仲挙の子の到郁が小輿に乗り婦人の衣を着ては韓子高と会合し、反乱の計画を進めていた。韓子高の軍主がその計画を陳頊に密告したため、陳頊は韓子高や仲挙や到郁を逮捕して廷尉に送致した。仲挙は到郁とともに獄中で死を賜った。享年は51。

## 伝記資料
- 『陳書』巻20 列伝第14
- 『南史』巻25 列伝第15